# Pruské ctnosti
Pruské ctnosti (německy: Preußische Tugenden) odkazuje na ctnosti spojené s historickým královstvím Pruska, zejména na jeho militarismus a etický kodex pruské armády, ale také buržoazní hodnoty, ovlivněné zejména kalvinismem. Rovněž významně ovlivnily širší německou kulturu, obsahující současné německé stereotypy efektivity, šetrnosti a disciplíny.

## Vývoj

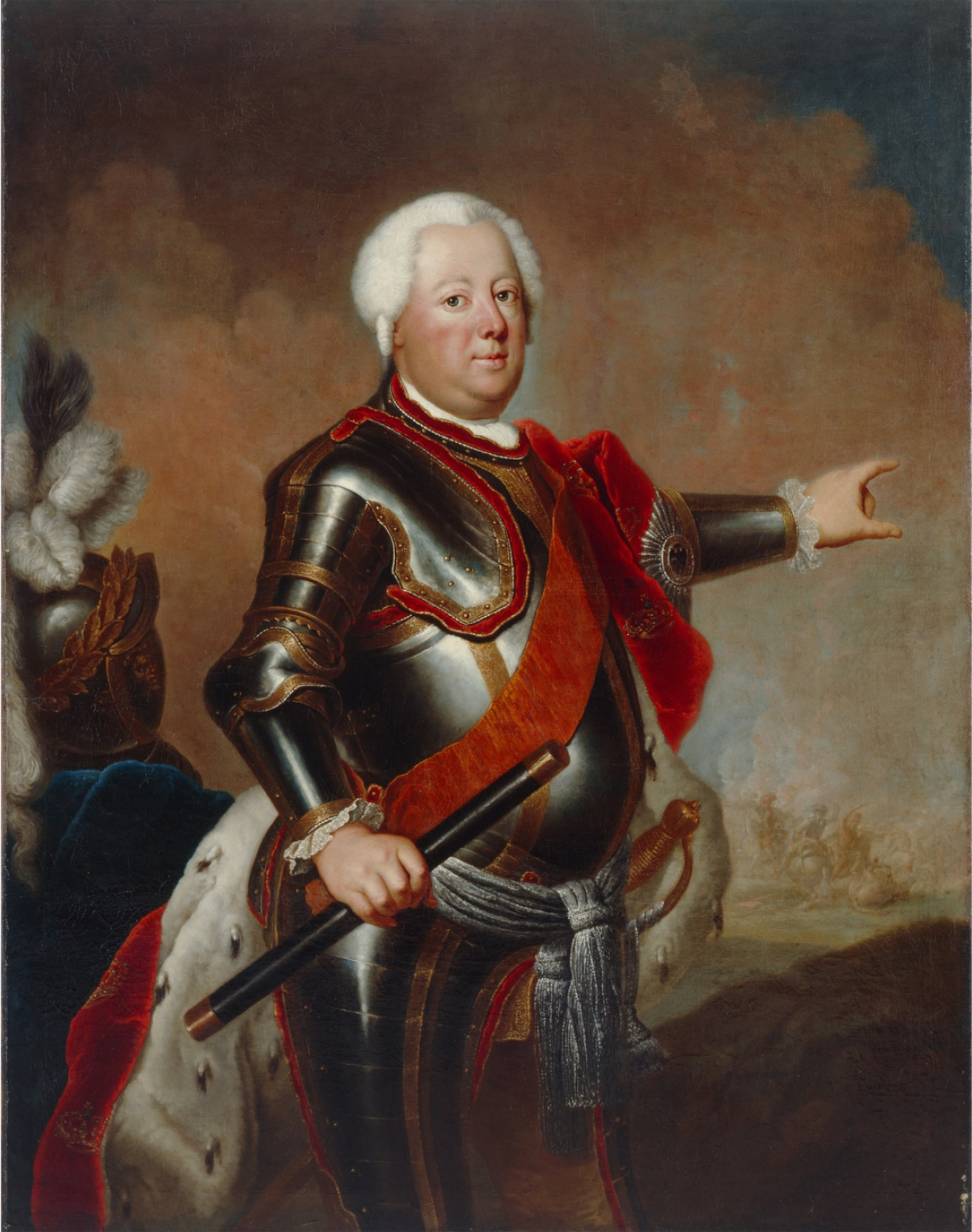
Friedrich Vilém I.

Tyto ctnosti sahají až k Řádu německých rytířů. Byly pojmenovány pruským „vojenským králem“ Friedrichem Vilémem I., „buržoazním“ reformátorem pruské správy. Stejného smýšlení byl i jeho syn Fridrich II. Veliký. Otec převzal nadměrně zadlužený veřejný rozpočet a považoval se za morální vzor, zatímco syn se považoval za příklad rozumu pro nábožensky, etnicky a jazykově rozmanitý pruský stát. Rozšířený pruský stát byl domovem protestantských, katolických a židovských náboženských etnik, dále zde bylo rozličné národnostní složení, krom převažujících Němců zde byli Poláci, Lužičtí Srbové, Kašubové a jiné národy. Friedrich Vilém I. se považoval za vzor, zatímco jeho osvícený syn se spoléhal na rozum a toleranci, aby mohl ovládat jeho mnohostranně různorodý stát.
Prusko vyvinulo vysoce pokročilý správní a právní systém, stejně jako loajální důstojnický sbor a jakési vlastenectví zdravého rozumu, které sjednocovalo poddané pod vládnoucí dynastii Hohenzollernů. Důležitým vlivem byla také pruská „éra reforem“, trvající od vojenské porážky Napoleona I. v bitvách u Jeny a Auerstedtu až po Vídeňský kongres v roce 1815. Jednalo se o reformu hranic komunity, armády, škol, univerzit a daní, jakož i o zrušení diskriminace Židů.

## V poezii
Německý autor a voják Walter Flex (1887–1917) napsal „Wer je auf Preußens Fahne schwört, hat nichts mehr, was ihm selbst gehört.“ Překlad: „Ten, kdo přísahá na pruskou vlajku, nemá nic, co by patřilo jemu.“
Pruské ctnosti lze shrnout v úvodních řádcích básně „Der alte Landmann an seinen Sohn“ („Starý zemědělec svému synovi“) od Ludwiga Christopha Heinricha Höltyho (1748–1776). Text zní takto: „Üb 'immer Treu und Redlichkeit / Bis an dein kühles Grab.“ Překlad: „Cvičte vždy věrnost a poctivost / Až do vašeho chladného hrobu.“  Báseň zhudebnil Mozart na melodii adaptovanou z árie „Ein Mädchen oder Weibchen“ z jeho opery Kouzelná flétna z roku 1791.

## Pohledy po druhé světové válce
Od porážky ve druhé světové válce a denacifikační kampaně se historický německý militarismus stal v německé kultuře trnem v oku, neboť je v rozporu se současným zaměřením na kolektivní odpovědnost a odčinění. Související nevojenské, buržoazní ctnosti efektivity, disciplíny a pracovní morálky zároveň zůstaly na vysoké pozici v hodnotovém žebříčku. Pohled na koncept pruských ctností je v dnešním měřítku v Německu smíšený. Mezi německými studentskými protesty z roku 1968 byly militaristické ctnosti odmítnuty jako předpoklad zvěrstev spáchaných nacistickým režimem. Termín slepá poslušnost (německy: Kadavergehorsam) byl původně nadávka namířená proti jezuitům, v 70. letech 19. století se v období Kulturkampfu začal používat jako hanlivá základna „pruského“ vojenského étosu. Podobně termín byl Nibelungentreue („Nibelungova loajalita“), který se v německé říši používal v pozitivním smyslu pro vojenskou ctnost absolutní loajality, začal se odchylně používat v odkazu na fanatickou loajalitu charakteristickou pro fašismus.

## Příklady
- Úspornost nebo šetrnost (německy: Sparsamkeit)
- Odvaha (německy: Mut)
- Cílevědomost (německy: Zielstrebigkeit)
- Disciplína (německy: Disziplin)
- Odvaha bez lítosti (německy: Tapferkeit ohne Wehleidigkeit): Lerne leiden ohne zu klagen („Naučte se trpět bez stížností“)
- Upřímnost, poctivost (německy: Redlichkeit)
- Zbožnost spojená s náboženskou tolerancí (německy: Gottesfurcht bei religiöser Toleranz): Jeder soll nach seiner Façon selig werden („Ať každý najde spásy podle své vlastní víry“)
- Pokora, skromnost (německy: Bescheidenheit)
- Neporušitelnost (německy: Unbestechlichkeit)
- Pracovitost, píle (německy: Fleiß)
- Loajalita (německy: Treue)
- Poslušnost (německy: Gehorsam): Seid gehorsam, doch nicht ohne Freimut („Buďte poslušní, ale ne bez upřímnosti“)
- Dochvilnost (německy: Pünktlichkeit)
- Spolehlivost (německy: Zuverlässigkeit)
- Zdrženlivost (německy: Zurückhaltung)
- Sebezapření (německy: Selbstverleugnung)
- Smysl pro povinnost nebo svědomitost (německy: Pflichtbewusstsein)
- Smysl pro spravedlnost (německy: Gerechtigkeitssinn): Jedem das Seine nebo Suum cuique („Každému, co jeho jest“)
- Smysl pro pořádek (německy: Ordnungssinn) („Znej své místo“)
- Upřímnost (německy: Aufrichtigkeit)
- Přímost, Přímočarost (německy: Geradlinigkeit)
- Podřízenost (německy: Unterordnung)
- Houževnatost (německy: Härte): Gegen sich mehr noch als gegen andere („Buďte na sebe ještě tvrdší, než na ostatní“)